# 辛彦之
辛 彦之（しん げんし、生年不詳 - 591年）は、西魏から隋にかけての儒学者。本貫は隴西郡狄道県。

## 経歴
辛霊輔の子として生まれた。9歳で父を失い、経書や史書を広く渉猟して、牛弘とともに学問に志した。後に関中に入って、京兆郡に移住した。西魏の宇文泰に召されて、中外府礼曹となり、儀礼の修定にあたった。まもなく中書侍郎に任じられた。557年（孝閔帝元年）、北周が建国されると、彦之は少宗伯の盧弁とともに儀制をつかさどった。明帝・武帝のとき、典祀・太祝・楽部・御正の4曹の大夫を歴任し、開府儀同三司の位を受けた。565年（保定5年）、竜門県公の爵位を受けた。まもなく爵位は五原郡公に進んだ。578年（宣政元年）、宣帝が即位すると、少宗伯に任じられた。581年（開皇元年）、隋が建国されると、太常少卿に任じられ、任城郡公に改封され、位は上開府に進んだ。まもなく国子祭酒に転じた。1年あまりして、礼部尚書に任じられ、牛弘とともに『新礼』を編纂した。文帝の命を受けて、碩学と名高い呉興の沈重と議論して論破した。随州刺史に任じられ、後に潞州刺史に転じた。591年（開皇11年）、在官のまま死去した。諡は宣といった。
編著として『墳典』・『六官』・『祝文』・『新要』・『新礼』・『五経異義』があり、当時に通行した。
子に辛仲龕があり、猗氏県令に上った。

## 逸話・人物
- 隋初の州刺史は珍しい物産を献上するものが多かったが、ひとり彦之のみは供祭の物を献上した。文帝は朝臣の前で彦之のことを賞賛した。
- 彦之は仏教を信仰すること篤く、潞州の城内に仏寺2カ所を建立し、ともに15層あったと伝えられる。
- 591年、潞州の張元が突然死し、数日後に蘇生する事件があった。張元は次のような臨死体験を語った。張元は天上に遊んで、きわめて美麗な堂が新築されるのを見た。張元が新築のわけを訊ねると、天上の人は潞州刺史の辛彦之に功徳があるので、この堂を造って待っているのだと言った。彦之はこの話を聞くと、喜ばなかった。彦之はこの年のうちに死去した。

## 伝記資料
- 『隋書』巻75 列伝第40
- 『北史』巻82 列伝第70